# Haysi
Haysi (en anglais [ˈheɪsaɪ]) est une municipalité américaine située dans le comté de Dickenson en Virginie. Lors du recensement de 2010, sa population est de 498 habitants.
Haysi se trouve dans les Appalaches, à la confluence de trois rivières : la McClure River, la Russell Prater Creek et la Russell Fork Rivers. La municipalité s'étend sur 3,67 milles carrés (9,51 km2) dont 0,11 mille carré (0,28 km2) d'étendues d'eau.
En 1900, un bureau de poste est ouvert à l'embouchure de la rivière McClure par Charles M. Hayter et Otis L. Sifers. Le bourg d'Haysi se développe alors grâce à la Yellow Poplar Lumber Co. et à l'arrivée du Clinchfield Railroad. Il devient une municipalité le 17 février 1936.